# Lukarišće
 Lukarišće  falu Horvátországban Zágráb megyében. Közigazgatásilag Dugo Selóhoz tartozik.

## Fekvése
Zágrábtól 23 km-re keletre, községközpontjától  3 km-re északkeletre, a 41-es számú dugo selo – vrboveci főút mellett fekszik.

## Története
A település a 17. század első felében keletkezett, amikor a török pusztítás után az elmenekült lakosság helyett újakat telepítettek. Első említése 1630-ban Lukarec néven az egyházi vizitációban történt, nevét Luka nevű egykori birtokosáról kapta. 1669-ben "Lukar" alakban említik. Fájdalmas Szűzanya tiszteletére szentelt kápolnáját 1746-ban említik, a dugo seloi Szent Márton plébániához tartozott.
A falunak 1857-ben 123, 1910-ben 206 lakosa volt. Trianonig Zágráb vármegye Dugoseloi járásához tartozott. 2001-ben 896 lakosa volt. a faluban közösségi ház, töltőállomás, óvoda és szálloda is működik.

## Lakosság
| Lakosság változása | Lakosság változása | Lakosság változása | Lakosság változása | Lakosság változása | Lakosság változása | Lakosság változása | Lakosság változása | Lakosság változása | Lakosság változása | Lakosság változása | Lakosság változása | Lakosság változása | Lakosság változása | Lakosság változása |
| ------------------ | ------------------ | ------------------ | ------------------ | ------------------ | ------------------ | ------------------ | ------------------ | ------------------ | ------------------ | ------------------ | ------------------ | ------------------ | ------------------ | ------------------ |
| 1857               | 1869               | 1880               | 1890               | 1900               | 1910               | 1921               | 1931               | 1948               | 1953               | 1961               | 1971               | 1981               | 1991               | 2001               |
| 123                | 136                | 128                | 158                | 200                | 206                | 179                | 168                | 189                | 191                | 202                | 299                | 353                | 579                | 896                |

## Külső hivatkozások
- Dugo Selo város hivatalos oldala
- Dugo Selo oldala
- Dugo Selo információs portálja
- Dugoselska Kronika